# Christopher Kullenberg
Christopher Kullenberg, född 1980, är en svensk docent i vetenskapsteori vid Göteborgs universitet. Han är ursprungligen från Bodafors men har sina rötter i Kullaberg varifrån hans släkt tog namnet Kullenberg på 1700-hundratalet.
Kullenberg disputerade 2012 i ämnet vetenskapsteori med avhandlingen The Quantification of Society . Hösten 2011 utsågs han till Årets svensk av tidningen Fokus för sina insatser för öppenhet och demokrati på nätet tillsammans med nätaktivistgruppen Telecomix.
Kullenberg forskar bland annat om lyckoforskning och om medborgarvetenskap.